# باشگاه فوتبال رئال مادرید در فصل ۲۰–۲۰۱۹
باشگاه فوتبال رئال مادرید در فصل ۲۰–۲۰۱۹، صد و شانزدهمین فصل خود را سپری می‌کند که هشتاد و نهمین سال حضور متوالی آنها در لا لیگا است. در فصل ۲۰–۲۰۱۹ رئال مادرید توانست قهرمان لالیگا شود و قهرمانی در سوپر جام اسپانیا را نیز به دست آورد.

## خلاصه

#### پیش فصل
در ۴ ژوئن، لوکا یوویچ قرارداد خود را با اینتراخت فرانکفورت تا سال ۲۰۲۵ امضا کرد. فرلان مندی نیز با عقد قراردادی شش ساله از المپیک لیون به جمع کهکشانی ها پیوست.
اما بزرگترین خرید رئال مادرید در نقل و انتقالات ادن آزار بود. رئال مادرید با پرداخت ۱۱۵ میلیون یورو برای این بازیکن بلژیکی ، هزینه کرد تا یکی از گرانترین انتقال های نقل و انتقالاتی رقم بخورد.
در ۲۰ ژوئن، مارکوس یورنته به اتلتیکو مادرید فروخته شد و ماتئو کوواچیچ به صورت قطعی در ۱ ژوئیه به چلسی پیوست.

## لیست تیم
| شماره پیراهن | پست   | کشور            | بازیکن                 |
| ------------ | ----- | --------------- | ---------------------- |
| ۱            | گلر   | فرانسه          | آلفونس آرئولا          |
| ۲            | مدافع | اسپانیا         | دنی کارواخال           |
| ۳            | مدافع | برزیل           | ادر میلیتائو           |
| ۴            | مدافع | اسپانیا         | سرخیو راموس، (کاپیتان) |
| ۵            | مدافع | فرانسه          | رافائل واران           |
| ۶            | مدافع | اسپانیا         | ناچو                   |
| ۷            | مهاجم | بلژیک           | ادن هازارد             |
| ۸            | هافبک | آلمان           | تونی کروس              |
| ۹            | مهاجم | فرانسه          | کریم بنزما             |
| ۱۰           | هافبک | کرواسی          | لوکا مودریچ            |
| ۱۱           | مهاجم | ولز             | گرت بیل                |
| ۱۲           | مدافع | برزیل           | مارسلو                 |
| ۱۳           | گلر   | بلژیک           | تیبو کورتوا            |
| ۱۴           | هافبک | برزیل           | کاسمیرو                |
| ۱۵           | هافبک | اروگوئه         | فدریکو والورده         |
| ۱۶           | هافبک | کلمبیا          | خامس رودریگز           |
| ۱۷           | مهاجم | اسپانیا         | لوکاس وازکز            |
| ۱۸           | مهاجم | صربستان         | لوکا یوویچ             |
| ۲۰           | هافبک | اسپانیا         | مارکو آسنسیو           |
| ۲۱           | هافبک | اسپانیا         | براهیم دیاز            |
| ۲۲           | هافبک | اسپانیا         | ایسکو                  |
| ۲۳           | مدافع | فرانسه          | فرلان مندی             |
| ۲۴           | مهاجم | جمهوری دومینیکن | ماریانو                |
| ۲۵           | مهاجم | برزیل           | وینیسیوس جونیور        |
| ۲۷           | هافبک | برزیل           | رودریگو گوئس           |

منبع :

## نقل و انتقالات

#### ورودی
| نام بازیکن    | پست   | میلت    | تیم سابق           | سن | مبلغ انتقال     | مدت قرارداد |
| ------------- | ----- | ------- | ------------------ | -- | --------------- | ----------- |
| آلفونس آرئولا | گلر   | فرانسه  | پاری سن ژرمن       | ۲۶ | ۲ میلیون یورو   | ۱ سال قرضی  |
| ادر میلیتائو  | مدافع | برزیل   | پورتو              | ۲۰ | ۵۰ میلیون یورو  | ۶ سال       |
| ادن هازارد    | مهاجم | بلژیک   | چلسی               | ۲۸ | ۱۱۵ میلیون یورو | ۵ سال       |
| خامس رودریگز  | مهاجم | کلمبیا  | بایرن‌مونیخ         | ۲۷ | رایگان          | ۱ سال       |
| لوکا یوویچ    | مهاجم | صربستان | اینتراخت فرانکفورت | ۲۱ | ۶۰ میلیون یورو  | ۶ سال       |
| فرلان مندی    | مدافع | فرانسه  | المپیک لیون        | ۲۴ | ۴۸ میلیون یورو  | ۶ سال       |
| رودریگو       | مهاجم | برزیل   | سانتوس             | ۱۸ | ۴۵ میلیون یورو  | ۶ سال       |

#### خروجی
| نام بازیکن       | پست   | ملیت      | سن | باشگاه مقصد        | مبلغ انتقال     |
| ---------------- | ----- | --------- | -- | ------------------ | --------------- |
| کیلور ناواس      | گلر   | کاستاریکا | ۳۲ | پاری سن ژرمن       | ۱۵ میلیون یورو  |
| خسوس والیخو      | مدافع | اسپانیا   | ۲۲ | ولورهمپتون واندررز |                 |
| مارکوس یورنته    | هافبک | اسپانیا   | ۲۴ | اتلتیکو مادرید     | ۳۰ میلیون یورو  |
| سرخیو رگیلون     | مدافع | اسپانیا   | ۲۲ | سویا               |                 |
| دنی سبایوس       | هافبک | اسپانیا   | ۲۲ | آرسنال             |                 |
| اندری لونین      | گلر   | اوکراین   | ۲۰ | رئال وایادولید     |                 |
| لوکا زیدان       | گلر   | فرانسه    | ۲۱ | راسینگ سانتاندر    |                 |
| تئو هرناندز      | مدافع | فرانسه    | ۲۱ | میلان              | ۲۰ میلیون یورو  |
| ماتئو کواچیچ     | هافبک | کرواسی    | ۲۵ | چلسی               | ۴۵ میلیون یورو  |
| تاکفوسا کوبو     | هافبک | ژاپن      | ۱۸ | رئال مایورکا       |                 |
| مارتین اودگارد   | هافبک | نروژ      | ۲۰ | رئال سوسيداد       |                 |
| لوکاس سیلوا      | هافبک | برزیل     | ۲۶ |                    | فسخ قرارداد     |
| رائول د توماس    | مهاجم | اسپانیا   | ۲۴ | بنفیکا             | ۲۰ میلیون یورو  |
| کریستو گونزالس   | مهاجم | اسپانیا   | ۲۱ | اودینزه            | ۱,۵ میلیون یورو |
| بورخا مایورال    | مهاجم | اسپانیا   | ۲۲ | باشگاه لوانته      |                 |
| آلوارو اودریزولا | مدافع | اسپانیا   | ۲۴ | بایرن مونیخ        |                 |

#### میزان درآمد و هزینه باشگاه
کل هزینه  : ۳۵۲.۵ میلیون یورو
کل درآمد  : ۱۳۲.۱ میلیون یورو
درآمد خالص : ۱۹۰.۴ میلیون یورو

## بازی‌های پیش فصل و دوستانه

#### جام بین‌المللی قهرمانان
تیم رئال مادرید در ششمین دوره جام بین المللی قهرمانان (ICC) که شامل مجموعه ای از مسابقات دوستانه بود ، شرکت کرد. این رقابت ها از ۱۶ ژوئیه آغاز شد و در ۱۰ اوت به پایان رسید. 
| ۲۰ ژوئیه ۲۰۱۹ ICC 1 | بایرن مونیخ                                                                         | ۳ – ۱ | رئال مادرید   | هیوستون، ایالات متحده                                      |
|                     | تولیسو ۱۵' · کیمیش '۵۱ · لواندوفسکی ۶۷' · گنابری ۶۹' · اولریش '۸۱ · گورتزگا '۲+۹۰ · | گزارش | رودریگو ۸۴' · | ورزشگاه: ورزشگاه رلاینت تماشاگران: ۶۰٬۱۴۳ داور: رامی توچان |

| ۲۳ ژوئیه ۲۰۱۹ ICC 2                 | رئال مادرید                                         | ۲ – ۲ (۳ – ۲ پنالتی)                    | آرسنال                                                         | لاندوور، مریلند، ایالات متحده                                 |
|                                     | ناچو '۹ · کارواخال '۲۶ · گرت بیل ۵۶' · آسنسیو ۵۹' · | گزارش                                   | لاکازت ۱۰' (پنالتی) · اوبامیانگ ۲۴' · پاپاستاتوپولوس '۳۸ '۴۰ · | ورزشگاه: ورزشگاه فدکس‌فیلد تماشاگران: ۵۲,۲۸۶ داور: تیموتی فورد |
|                                     | ضربات پنالتی                                        |                                         |                                                                |                                                               |
| - گرت بیل - ایسکو - واران - وینیسوس |                                                     | - نلسون - ژاکا - ساکا - مونرئال - برتون |                                                                |                                                               |

| ۲۶ ژوئیه ۲۰۱۹ ICC 3 | رئال مادرید                                                                  | ۳ – ۷ | اتلتیکو مادرید                                                                         | رادرفورد شرقی، نیوجرسی، ایالات متحده             |
|                     | ایسکو '۳۱ · ناچو ۵۹' '۸۸ · کارواخال '۶۵ · بنزما ۸۵' (پنالتی) · هرناندز ۸۹' · | گزارش | کاستا ۱'، ۲۸'، ۴۵' (پنالتی)، ۵۱' ۶۵ · فلیکس ۸' · کوره آ ۱۹' · سائول '۶۵ · ویتولو ۷۰' · | ورزشگاه: متلایف تماشاگران: ۵۷٬۷۱۴ داور: تد اونکل |

#### جام آئودی
ششمین دوره مسابقات جام آئودی در سال ۲۰۱۹ به میزبانی بایرن مونیخ ، و با شرکت باشگاه های رئال مادرید ، تاتنهام هاتسپور و فنر باغچه انجام شد. 
| ۳۰ ژوئیه ۲۰۱۹ نیمه نهایی | رئال مادرید | ۰ – ۱ | تاتنهام                    | مونیخ، آلمان                             |
|                          | راموس '۶۴   | گزارش | هری کین ۲۲' · جورجیو '۵۴ · | ورزشگاه: آلیانس ارنا داور: توبیاس اشتیلر |

| ۳۱ ژوئیه ۲۰۱۹ رده بندی | فنر باغچه                                         | ۳ – ۵ | رئال مادرید                                                                   | مونیخ، آلمان                               |
|                        | رودریگز ۶' · ضرار ۳۴' · توفان ۵۹' · صیادمنش '۸۹ · | گزارش | بنزما ۱۲'، ۲۷'، ۵۳' · ناچو ۶۲' · د لا فوئنته '۷۰ · مودریچ '۷۸ · ماریانو ۷۹' · | ورزشگاه: آلیانس آرنا داور: بنجامین کورتویس |

#### بازی‌های دوستانه
| ۷ اوت ۲۰۱۹ دوستانه | ردبول سالزبورگ       | ۰ – ۱ | رئال مادرید                                                    | سالزبورگ                                                        |
|                    | ام‌وپو '۶۳ فارکاس '۷۲ | گزارش | هازارد ۱۹' · واران '۵۴ · کارواخال '۶۴ · والورده '۸۱ · ناچو '۸۵ | ورزشگاه: والز-زیتسنهایم تماشاگران: ۳۰٬۱۸۸ داور: روبرت شورگنهافر |

| ۱۱ اوت ۲۰۱۹ دوستانه                                   | آ اس رم                    | ۲ – ۲ (۵–۴ پنالتی)                         | رئال مادرید                               | رم                                        |
|                                                       | پروتی ۳۴' · ادین ژکو ۴۰' · | گزارش                                      | مارسلو ۱۶' · کاسمیرو ۳۹' · میلیتائو '۶۳ · | ورزشگاه: ورزشگاه المپیک داور: میکله فابری |
|                                                       | ضربات پنالتی               |                                            |                                           |                                           |
| - کلاروف - اوندر - آنتونوچی - کریستانته - اسپیناتزولا |                            | - کروس - ایسکو - گرت بیل - مودریچ - مارسلو |                                           |                                           |

## رقابت ها

#### عملکرد کلی در مسابقات
| رقابت               | اولین بازی      | آخرین بازی     | شروع دور       | جایگاه نهایی         | آمار | آمار | آمار | آمار | آمار | آمار | آمار | آمار  |
| رقابت               | اولین بازی      | آخرین بازی     | شروع دور       | جایگاه نهایی         | بازی | ب    | ت    | ش    | گ‌ز   | گ‌خ   | ت‌گ   | % برد |
| ------------------- | --------------- | -------------- | -------------- | -------------------- | ---- | ---- | ---- | ---- | ---- | ---- | ---- | ----- |
| La Liga             | ۱۷ اوت ۲۰۱۹     | ۱۹ ژوئیه ۲۰۲۰  | هفته اول       | قهرمان               | ۳۸   | ۲۶   | ۹    | ۳    | ۷۰   | ۲۵   | ۴۵+  | ۰۶۸   |
| Copa del Rey        | ۲۲ ژانویه ۲۰۲۰  | ۶ فوریه ۲۰۲۰   | دور یک شانزدهم | یک چهارم نهایی       | ۳    | ۲    | ۰    | ۱    | ۱۰   | ۵    | ۵+   | ۰۶۷   |
| Supercopa de España | ۸ ژانویه ۲۰۲۰   | ۱۲ ژانویه ۲۰۲۰ | نیمه نهایی     | قهرمان               | ۲    | ۱    | ۱    | ۰    | ۳    | ۱    | ۲+   | ۰۵۰   |
| Champions League    | ۱۸ سپتامبر ۲۰۱۹ | ۷ اوت ۲۰۲۰     | مرحله گروهی    | حذف در یک هشتم نهایی | ۸    | ۳    | ۲    | ۳    | ۱۶   | ۱۲   | ۴+   | ۰۳۸   |
| مجموع               | مجموع           | مجموع          | مجموع          | مجموع                | ۵۱   | ۳۲   | ۱۲   | ۷    | ۹۹   | ۴۳   | ۵۶+  | ۰۶۳   |

منبع: Soccerway

### لالیگا
فصل ۲۰–۲۰۱۹ ، هشتاد و نهمین سال رقابت های فوتبال لا لیگا است. بازی های این فصل از ۱۶ اوت ۲۰۱۹ تا ۲۴ مه ۲۰۲۰ انجام شد.

#### جایگاه در جدول
| رتبه | تیم             | بازی | برد | مساوی | باخت | گل زده | گل خورده | گل تفاضل | امتیاز | صعود یا سقوط                              |
| ---- | --------------- | ---- | --- | ----- | ---- | ------ | -------- | -------- | ------ | ----------------------------------------- |
| ۱    | رئال مادرید (C) | ۳۸   | ۲۶  | ۹     | ۳    | ۷۰     | ۲۵       | ۴۵+      | ۸۷     | راه‌یابی به مرحله گروهی لیگ قهرمانان اروپا |
| ۲    | بارسلونا        | ۳۸   | ۲۵  | ۷     | ۶    | ۸۶     | ۳۸       | ۴۸+      | ۸۲     | راه‌یابی به مرحله گروهی لیگ قهرمانان اروپا |
| ۳    | اتلتیکو مادرید  | ۳۸   | ۱۸  | ۱۶    | ۴    | ۵۱     | ۲۷       | ۲۴+      | ۷۰     | راه‌یابی به مرحله گروهی لیگ قهرمانان اروپا |
| ۴    | سویا            | ۳۸   | ۱۹  | ۱۳    | ۶    | ۵۴     | ۳۴       | ۲۰+      | ۷۰     | راه‌یابی به مرحله گروهی لیگ قهرمانان اروپا |
| ۵    | ویارئال         | ۳۸   | ۱۸  | ۶     | ۱۴   | ۶۳     | ۴۹       | ۱۴+      | ۶۰     | راه‌یابی به مرحله گروهی لیگ اروپا          |

#### روند هفته به هفته
| Round    | 1 | 2 | 3 | 4 | 5 | 6 | 7 | 8 | 9 | 10 | 11 | 12 | 13 | 14 | 15 | 16 | 17 | 18 | 19 | 20 | 21 | 22 | 23 | 24 | 25 | 26 | 27 | 28 | 29 | 30 | 31 | 32 | 33 | 34 | 35 | 36 | 37 | 38 |
| -------- | - | - | - | - | - | - | - | - | - | -- | -- | -- | -- | -- | -- | -- | -- | -- | -- | -- | -- | -- | -- | -- | -- | -- | -- | -- | -- | -- | -- | -- | -- | -- | -- | -- | -- | -- |
| Ground   | A | H | A | H | A | H | A | H | A | H  | H  | A  | H  | A  | H  | A  | A  | H  | A  | H  | A  | H  | A  | H  | A  | H  | A  | H  | H  | A  | H  | A  | H  | A  | H  | A  | H  | A  |
| Result   | W | D | D | W | W | W | D | W | L | W  | D  | W  | W  | W  | W  | D  | D  | D  | W  | W  | W  | W  | W  | D  | L  | W  | L  | W  | W  | W  | W  | W  | W  | W  | W  | W  | W  | D  |
| Position | 1 | 3 | 5 | 3 | 2 | 1 | 1 | 1 | 2 | 2  | 2  | 2  | 2  | 2  | 2  | 2  | 2  | 2  | 2  | 2  | 1  | 1  | 1  | 1  | 2  | 1  | 2  | 2  | 2  | 1  | 1  | 1  | 1  | 1  | 1  | 1  | 1  | 1  |

#### جزئیات بازی ها
| ۱۷ اوت ۲۰۱۹ ۱                    | سلتاویگو                                                                                      | ۱ – ۳ | رئال مادرید                                                                    | ویگو                                                            |
| ۱۷:۰۰ ساعت تابستانی اروپای مرکزی | کوین '۷ · بلانکو '۱۲ · سوارز '۱۲ · آسپاس '۱۵ · فرناندز '۴۹ · کاستاس '۷۴ · ایکر لوسادا ۱+۹۰' · | گزارش | بنزما ۱۲' · وینیسیوس '۳۶ · مودریچ '۵۶ · کروس ۶۱' · اودریزولا '۶۴ · وازکز ۸۰' · | ورزشگاه: بالایدوس تماشاگران: ۲۳,۶۱۴ داور: خاویر استرادا فرناندز |

| ۲۴ اوت ۲۰۱۹ ۲                    | رئال مادرید                            | ۱ – ۱ | رئال وایادولید                             | مادرید                                                                 |
| ۱۹:۰۰ ساعت تابستانی اروپای مرکزی | کروس '۷۳ · بنزما ۸۲' · کاسمیرو '۲+۹۰ · | گزارش | فدریکو '۳۳ · گواردیولا ۸۸' · روبیو '۵+۹۰ · | ورزشگاه: سانتیاگو برنابئو تماشاگران: ۶۲,۴۴۴ داور: پابلو گونزالس فوئرتس |

| ۱ سپتامبر ۲۰۱۹ ۳                 | ویارئال                             | ۲ – ۲ | رئال مادرید                                | ویارئال                                                                  |
| ۲۱:۰۰ ساعت تابستانی اروپای مرکزی | جرارد ۱۲' · کینتیا '۵۲ · گومز ۷۴' · | گزارش | گرت بیل ۱+۴۵'، ۸۶' ۲+۹۰ '۴+۹۰ · مندی '۷۷ · | ورزشگاه: استادیوم ده لا سرامیکا تماشاگران: ۱۹,۷۵۳ داور: خسوس خیل مانزانو |

| ۱۴ سپتامبر ۲۰۱۹ ۴                | رئال مادرید                                    | ۳ – ۲ | لوانته                                             | مادرید                                                              |
| ۱۳:۰۰ ساعت تابستانی اروپای مرکزی | بنزما ۲۵'، ۳۱' · کاسمیرو '۲۸ ۴۰' · وازکز '۴۰ · | گزارش | مایورال ۴۹' · ملرو ۷۵' · روبن وزو '۸۰ · کلرک '۹۰ · | ورزشگاه: سانتیاگو برنابئو تماشاگران: ۶۰,۷۲۶ داور: ریکاردو دی بورگوس |

| ۲۲ سپتامبر ۲۰۱۹ ۵                | سویا                                 | ۰ – ۱ | رئال مادرید                          | سویل                                                                      |
| ۲۱:۰۰ ساعت تابستانی اروپای مرکزی | اور بانگا '۲۶ جردن '۵۳ ده یونگ '۵+۹۰ | گزارش | کارواخال '۲۰ · راموس '۶۲ · بنزما ۶۴' | ورزشگاه: رامون سانچز پیس‌خوان تماشاگران: ۴۲,۳۷۵ داور: خوان مارتینز مونوئرا |

| ۲۵ سپتامبر ۲۰۱۹ ۶                | رئال مادرید                                            | ۲ – ۰ | اوساسونا           | مادرید                                                               |
| ۲۱:۰۰ ساعت تابستانی اروپای مرکزی | میلیتائو '۱۰ · وینیسیوس ۳۷' · ناچو '۵۷ · رودریگو ۷۱' · | گزارش | لیلو '۴۱ آویلا '۸۰ | ورزشگاه: سانتیاگو برنابئو تماشاگران: ۵۷,۵۸۹ داور: آنتونیو متئو لائوس |

| ۲۸ سپتامبر ۲۰۱۹ ۷                | اتلتیکو مادرید | ۰ – ۰ | رئال مادرید        | مادرید                                                                         |
| ۲۱:۰۰ ساعت تابستانی اروپای مرکزی | پارتی '۳+۹۰    | گزارش | ناچو '۲۹ واران '۶۲ | ورزشگاه: واندا متروپولیتانو تماشاگران: ۶۷,۹۴۲ داور: خوزه لوئیس گونزالس گونزالس |

| ۵ اکتبر ۲۰۱۹ ۸                   | رئال مادرید                                                                                                 | ۴ – ۲ | گرانادا                                                                                  | مادرید                                                                |
| ۱۶:۰۰ ساعت تابستانی اروپای مرکزی | بنزما ۲' · کاسمیرو '۴۳ · هازارد ۱+۴۵' · کارواخال '۵۴ · مودریچ ۶۱' · آرئولا '۶۸ · خامس رودریگز ۲+۹۰' '۳+۹۰ · | گزارش | سانچز '۵۴ · سولدادو '۵۶ · ماچیس ۶۹' (پنالتی) · هررا '۷۲ · دوآرته '۷۳ ۷۸' · پوئرتاس '۸۱ · | ورزشگاه: سانتیاگو برنابئو تماشاگران: ۷۰،۱۰۱ داور: سانتیاگو جیمی لاتره |

| ۱۹ اکتبر ۲۰۱۹ ۹                  | مایورکا                                   | ۱ – ۰ | رئال مادرید         | مایورکا                                                                |
| ۲۱:۰۰ ساعت تابستانی اروپای مرکزی | جونیور ۷' · ساستره '۳۰ · بابامحمد '۴+۹۰ · | گزارش | اودریزولا '۱۹ '۷۴ · | ورزشگاه: ورزشگاه سون مویکس تماشاگران: ۱۹،۵۰۳ داور: خاویر آلبرولا روخاس |

| ۳۰ اکتبر ۲۰۱۹ ۱۰        | رئال مادرید                                                                                 | ۵ – ۰ | لگانس                                                   | مادرید                                                            |
| ۲۱:۱۵ زمان اروپای مرکزی | رودریگو ۷' · کروس ۸' · راموس ۲۴' (پنالتی) · مارسلو '۶۳ · بنزما ۶۹' (پنالتی) · یوویچ ۱+۹۰' · | گزارش | سوریانو '۲۴ بوستینزا '۴۱ سیلوا '۵۲ ریورا '۶۲ رویبال '۸۴ | ورزشگاه: سانتیاگو برنابئو تماشاگران: ۵۳،۸۷۰ داور: سزار سوتو گرادو |

| ۲ نوامبر ۲۰۱۹ ۱۱        | رئال مادرید          | ۰ – ۰ | رئال بتیس                                  | مادرید                                                                     |
| ۲۱:۰۰ زمان اروپای مرکزی | کاسمیرو '۳۹ مندی '۸۰ | گزارش | بارترا '۱۱ روبلس '۶۵ فضال '۷۴ گواردادو '۸۵ | ورزشگاه: سانتیاگو برنابئو تماشاگران: ۷۰،۲۰۹ داور: خوزه ماریا سانچز مارتینز |

| ۹ نوامبر ۲۰۱۹ ۱۲        | ایبار | ۰ – ۴ | رئال مادرید                                                  | ایبار                                                                  |
| ۱۸:۳۰ زمان اروپای مرکزی |       | گزارش | بنزما ۱۷'، ۲۹' (پنالتی) · راموس ۲۰' (پنالتی) · والورده ۶۱' · | ورزشگاه: ورزشگاه شهری ایپوروا تماشاگران: ۶،۹۵۴ داور: آدریان کوردِرو وگا |

|  | رئال مادرید | v     | رئال سوسیداد |  |
|  |             | گزارش |              |  |

|  | دپورتیوو آلاوز | v     | رئال مادرید |  |
|  |                | گزارش |             |  |

|  | رئال مادرید | v     | اسپانیول |  |
|  |             | گزارش |          |  |

|  | والنسیا | v     | رئال مادرید |  |
|  |         | گزارش |             |  |

|  | بارسلونا | v     | رئال مادرید |  |
|  |          | گزارش |             |  |

|  | رئال مادرید | v     | اتلتیک بیلبائو |  |
|  |             | گزارش |                |  |

#### خلاصه نتایج
| مجموع | مجموع  | مجموع | مجموع | مجموع | مجموع | مجموع | مجموع | خانه | خانه | خانه | خانه | خانه | خانه | مهمان | مهمان | مهمان | مهمان | مهمان | مهمان |
| بازی  | امتیاز | پ     | ت     | ش     | گ‌ز    | گ‌خ    | ت‌گ    | پ    | ت    | ش    | گ‌ز   | گ‌خ   | ت‌گ   | پ     | ت     | ش     | گ‌ز    | گ‌خ    | ت‌گ    |
| ----- | ------ | ----- | ----- | ----- | ----- | ----- | ----- | ---- | ---- | ---- | ---- | ---- | ---- | ----- | ----- | ----- | ----- | ----- | ----- |
| ۳۸    | ۸۷     | ۲۶    | ۹     | ۳     | ۷۰    | ۲۵    | ۴۵+   | ۱۵   | ۴    | ۰    | ۴۰   | ۱۱   | ۲۹+  | ۱۱    | ۵     | ۳     | ۳۰    | ۱۴    | ۱۶+   |

منبع: La Liga

پ = پیروزی؛ ت = تساوی؛ ش = شکست؛ گ‌ز = گل زده؛ گ‌خ = گل خورده؛ ت‌گ = تفاضل گل

### کوپا دل ری
رئال مادرید از مرحله یک شانزدهم نهایی به مسابقات محلق شد.
| ۲۲ ژانویه ۲۰۲۰ دور یک شانزدهم | یونیونیستاس سالامانکا | ۱ – ۳ | رئال مادرید                                           | سالامانکا                                                           |
| ۲۱:۰۰ زمان اروپای مرکزی       | رومرو ۵۷' '۶۸ ·       | گزارش | گرت بیل ۱۸' · گونگورا ۶۲' (گل‌به‌خودی) · براهیم ۲+۹۰' · | ورزشگاه: پیستاس دل هلمانتیکو تماشاگران: ۴,۰۰۰ داور: ماریو ملرو لوپز |

| ۲۹ ژانویه ۲۰۲۰ یک هشتم نهایی | رئال ساراگوسا | ۰ – ۴ | رئال مادرید                                       | ساراگوسا                                                                       |
| ۲۱:۰۰ زمان اروپای مرکزی      |               | گزارش | واران ۶' · وازکز ۳۲' · وینیسیوس ۷۲' · بنزما ۷۹' · | ورزشگاه: ورزشگاه لا روماردا تماشاگران: ۳۱,۵۰۰ داور: خوزه لوییز گونزالس گونزالس |

| ۶ فوریه ۲۰۲۰ یک چهارم نهایی | رئال مادرید                                                             | ۳ – ۴ | رئال سوسیداد                                                                                     | مادرید                                                               |
| ۱۹:۰۰ زمان اروپای مرکزی     | مارسلو ۵۹' · میلیتائو '۷۷ · رودریگو ۸۱' · ناچو ۳+۹۰' · وینیسیوس '۴+۹۰ · | گزارش | اودگارد '۱۱ ۲۲' · لِ نورمند '۱۹ · ایساک ۵۴'، ۵۶' · سوبلدیا '۶۶ · مرینو ۶۹' · گوروسابل '۸۶ '۹۰+۵ · | ورزشگاه: سانتیاگو برنابئو تماشاگران: ۶۴،۰۱۲ داور: آنتونیو متئو لائوس |

### سوپر کاپ اسپانیا
در سوپر جام اسپانیا چهار تیم بارسلونا ، اتلتیکو مادرید ، والنسیا و رئال مادرید حضور دارند. این رقابت ها از مرحله نیمه نهایی اغاز شد و رئال مادرید با غلبه بر والنسیا و اتلتیکو مادرید قهرمان سوپر کاپ اسپانیا شد.
قرعه کشی سوپر کاپ اسپانیا در ۱۱ نوامبر ۲۰۱۹ انجام شد. شهر جده در عربستان سعودی میزبان این مسابقات است. 
|  | نیمه‌نهایی      | نیمه‌نهایی      |                    |       | فینال | فینال |
|  |                |                |                    |       |       |       |
|  | ۸ ژانویه ۲۰۲۰  |                |                    |       |       |       |
|  |                |                |                    |       |       |       |
|  | والنسیا        | ۱              |                    |       |       |       |
|  | والنسیا        | ۱              | ۱۲ ژانویه ۲۰۲۰     |       |       |       |
|  | رئال مادرید    | ۳              |                    |       |       |       |
|  | رئال مادرید    | ۳              | رئال مادرید (و.ا.) | ۰ (۴) |       |       |
|  | ۹ ژانویه ۲۰۲۰  |                | رئال مادرید (و.ا.) | ۰ (۴) |       |       |
|  |                | اتلتیکو مادرید | ۰ (۱)              |       |       |       |
|  | بارسلونا       | اتلتیکو مادرید | ۰ (۱)              | ۲     |       |       |
|  | بارسلونا       |                |                    | ۲     |       |       |
|  | اتلتیکو مادرید | ۳              |                    |       |       |       |
|  | اتلتیکو مادرید | ۳              |                    |       |       |       |

| ۸ ژانویه ۲۰۲۰ نیمه‌نهایی | رئال مادرید                                       | ۳ – ۱ | والنسیا                | جده، عربستان سعودی                                                    |
| ۲۰:۰۰ زمان اروپای مرکزی | کروس ۱۵' · ایسکو ۳۹' · مودریچ ۶۵' · کاسمیرو '۸۸ · | گزارش | پارخو ۲+۹۰' (پنالتی) · | ورزشگاه: ورزشگاه ملک عبدالله تماشاگران: ۴۰،۸۷۷ داور: خسوس خیل مانزانو |

| ۱۲ ژانویه ۲۰۲۰ فینال    | اتلتیکو مادرید                             | ۰ – ۰ (و.ا.) (۱–۴ پنالتی)           | رئال مادرید                                                     | جده، عربستان سعودی                                                            |
| ۱۹:۰۰ زمان اروپای مرکزی | فیلیپه '۲۷ پارتی '۷۴ کورئا '۱۱۵ ساویچ '۱۱۵ | گزارش                               | مندی '۲+۹۰ · مودریچ '۳+۹۰ · والورده '۱۱۱ '۱۱۵ · کارواخال '۱۱۵ · | ورزشگاه: ورزشگاه ملک عبدالله تماشاگران: ۵۹،۰۵۳ داور: خوزه ماریا سانچز مارتینز |
|                         | ضربات پنالتی                               |                                     |                                                                 |                                                                               |
| سائول · پارتی · تریپیر  |                                            | کارواخال · رودریگو · مودریچ · راموس |                                                                 |                                                                               |

### لیگ قهرمانان اروپا

#### مرحله گروهی
| رتبه | تیم          | بازی | برد | مساوی | باخت | گل زده | گل خورده | گل تفاضل | امتیاز | صلاحیت             |
| ---- | ------------ | ---- | --- | ----- | ---- | ------ | -------- | -------- | ------ | ------------------ |
| ۱    | پاری سن ژرمن | ۶    | ۵   | ۱     | ۰    | ۱۷     | ۲        | ۱۵+      | ۱۶     | صعود به مرحله حذفی |
| ۲    | رئال مادرید  | ۶    | ۳   | ۲     | ۱    | ۱۴     | ۸        | ۶+       | ۱۱     | صعود به مرحله حذفی |
| ۳    | کلوب بروژ    | ۶    | ۰   | ۳     | ۳    | ۴      | ۱۲       | ۸−       | ۳      | صعود به لیگ اروپا  |
| ۴    | گالاتاسرای   | ۶    | ۰   | ۲     | ۴    | ۱      | ۱۴       | ۱۳−      | ۲      |                    |

## آمار

#### آمار بازیکنان
| شماره پیراهن | پست   | بازیکن          | بازی | گل |
| ------------ | ----- | --------------- | ---- | -- |
| ۱            | گلر   | آلفونس آرئولا   | ۹    | ۰  |
| ۲            | مدافع | دنی کارواخال    | ۴۲   | ۱  |
| ۳            | مدافع | ادر میلیتائو    | ۲۰   | ۰  |
| ۴            | مدافع | سرخیو راموس     | ۴۴   | ۱۳ |
| ۵            | مدافع | رافائل واران    | ۴۳   | ۳  |
| ۶            | مدافع | ناچو            | ۱۰   | ۲  |
| ۷            | مهاجم | ادن آزار        | ۲۲   | ۱  |
| ۸            | هافبک | تونی کروس       | ۴۵   | ۶  |
| ۹            | مهاجم | کریم بنزما      | ۴۸   | ۲۷ |
| ۱۰           | هافبک | لوکا مودریچ     | ۳۹   | ۵  |
| ۱۱           | مهاجم | گرت بیل         | ۲۰   | ۳  |
| ۱۲           | مدافع | مارسلو          | ۲۲   | ۲  |
| ۱۳           | گلر   | تیبو کورتوا     | ۴۳   | ۰  |
| ۱۴           | هافبک | کاسمیرو         | ۴۶   | ۵  |
| ۱۵           | هافبک | فدریکو والورده  | ۴۴   | ۲  |
| ۱۶           | هافبک | خامس رودریگز    | ۱۴   | ۱  |
| ۱۷           | مهاجم | لوکاس وازکز     | ۲۳   | ۳  |
| ۱۸           | مهاجم | لوکا یوویچ      | ۲۷   | ۲  |
| ۲۰           | هافبک | مارکو آسنسیو    | ۱۰   | ۳  |
| ۲۱           | هافبک | براهیم دیاز     | ۱۰   | ۱  |
| ۲۲           | هافبک | ایسکو           | ۳۰   | ۳  |
| ۲۳           | مدافع | فرلان مندی      | ۳۲   | ۱  |
| ۲۴           | مهاجم | ماریانو         | ۷    | ۱  |
| ۲۵           | مهاجم | وینیسیوس جونیور | ۳۸   | ۵  |
| ۲۷           | هافبک | رودریگو گوئس    | ۲۶   | ۷  |

منبع : https://www.soccerway.com/teams/spain/real-madrid-club-de-futbol/2016/squad/

#### گلزنان
| ش          | بازیکن         | پست        | لالیگا | کوپا دل ری | لیگ قهرمانان اروپا | سوپر کاپ | کل |
| ---------- | -------------- | ---------- | ------ | ---------- | ------------------ | -------- | -- |
| ۱          | کریم بنزما     | FW         | ۲۱     | ۱          | ۵                  | ۰        | ۲۷ |
| ۲          | سرخیو راموس    | DF         | ۱۱     | ۰          | ۲                  | ۰        | ۱۳ |
| ۳          | رودریگو گوئس   | FW         | ۲      | ۱          | ۴                  | ۰        | ۷  |
| ۴          | تونی کروس      | MF         | ۴      | ۰          | ۱                  | ۱        | ۶  |
| ۵          | کاسمیرو        | MF         | ۴      | ۰          | ۱                  | ۰        | ۵  |
| ۵          | لوکا مودریچ    | MF         | ۳      | ۰          | ۱                  | ۱        | ۵  |
| ۵          | وینیسیوس       | FW         | ۳      | ۰          | ۱                  | ۰        | ۵  |
| ۵          | مارکو آسنسیو   | MF         | ۳      | ۰          | ۰                  | ۰        | ۳  |
| ۵          | گرت بیل        | FW         | ۲      | ۱          | ۰                  | ۰        | ۳  |
| ۵          | ایسکو          | MF         | ۱      | ۱          | ۱                  | ۱        | ۳  |
| ۵          | رافائل واران   | DF         | ۲      | ۱          | ۰                  | ۰        | ۳  |
| ۵          | لوکاس وازکز    | FW         | ۲      | ۱          | ۰                  | ۰        | ۳  |
| ۱۳         | لوکا یوویچ     | FW         | ۲      | ۰          | ۰                  | ۰        | ۲  |
| ۱۳         | مارسلو         | DF         | ۱      | ۱          | ۰                  | ۰        | ۲  |
| ۱۳         | ناچو           | DF         | ۱      | ۱          | ۰                  | ۰        | ۲  |
| ۱۳         | فدریکو والورده | MF         | ۲      | ۰          | ۰                  | ۰        | ۲  |
| ۱۷         | دنی کارواخال   | DF         | ۱      | ۰          | ۰                  | ۰        | ۱  |
| ۱۷         | براهیم دیاز    | FW         | ۰      | ۱          | ۰                  | ۰        | ۱  |
| ۱۷         | ادن آزار       | FW         | ۱      | ۰          | ۰                  | ۰        | ۱  |
| ۱۷         | ماریانو        | FW         | ۱      | ۰          | ۰                  | ۰        | ۱  |
| ۱۷         | فرلان مندی     | DF         | ۱      | ۰          | ۰                  | ۰        | ۱  |
| ۱۷         | خامس رودریگز   | MF         | ۱      | ۰          | ۰                  | ۰        | ۱  |
| گل به خودی | گل به خودی     | گل به خودی | ۱      | ۱          | ۰                  | ۰        | ۲  |
| کل         | کل             | کل         | ۷۰     | ۱۰         | ۱۶                 | ۳        | ۹۹ |

#### کلین شیت
| ر   | بازیکن        | لالیگا | کوپا دل ری | لیگ قهرمانان اروپا | سوپر کاپ | کل |
| --- | ------------- | ------ | ---------- | ------------------ | -------- | -- |
| ۱   | تیبو کورتوا   | ۱۸     | ۰          | ۲                  | ۱        | ۲۱ |
| ۲   | آلفونس آرئولا | ۱      | ۱          | ۱                  | ۰        | ۳  |
| جمع | جمع           | ۱۹     | ۱          | ۳                  | ۱        | ۲۴ |